# SN 2006lf
SN 2006lf – supernowa typu Ia odkryta 26 października 2006 roku w galaktyce UGC 3108. W momencie odkrycia miała maksymalną jasność 18,00m.